# Gerillasonen
Gerillasonen är en svensk-norsk dokumentärfilm från 2011 med regi och manus av David Herdies och Zanyar Adami.
Filmen skildrar en gerillakrigare som skickar sin femårige son ensam till Sverige. 23 år senare ska sonen själv bli far och konfronterar sin far om det förflutna. Den premiärvisades 7 oktober 2011 på Bio Rio i Stockholm och visades samma år på Uppsala kortfilmsfestival. 2012 blev filmen nominerad till Prix Europa Iris på Prix Europa och spelades även upp på Sveriges Television.
Gerillasonen fick ett hedersomnämnande vid Nordisk Panorama i Danmark 2011.